# Hønemødre
Hønemødre er en betegnelse der ofte bruges om høner der passer på en kyllingeflok. Ordet er meget brugt i barnemunde.
Hønemor er også en populær børneleg, som ofte leges i mange børnehaver og skoler. Den går ud på:
Der er en 'hønemor' i den ene ende af 'banen', og en masse kyllingeunger i den anden. I midten er der en ræv. Nu gælder det om at 'kyllingerne' skal nå over til 'hønemoren' før de bliver fanget af 'ræven', og selv bliver til en ræv. Nogle steder skifter man bare ræv, når en person bliver fanget, i stedet for at forøge antallet.
Udtrykket bruges også om overbeskyttende mødre.
| Spil | Spire Denne artikel om spil eller lege er en spire som bør udbygges. Du er velkommen til at hjælpe Wikipedia ved at udvide den. |

 Der er for få eller ingen kildehenvisninger i denne artikel, hvilket er et problem. Du kan hjælpe ved at angive troværdige kilder til de påstande, som fremføres i artiklen.